# Mimosa arcuata
Mimosa arcuata är en ärtväxtart som beskrevs av Martin Martens och Henri Guillaume Galeotti. Mimosa arcuata ingår i släktet mimosor, och familjen ärtväxter. Inga underarter finns listade i Catalogue of Life.